# Museu del Bicentenari
El Museu del Bicentenari és un museu albergat a la Torre Llatinoamericana que mostra diferents aspectes polítics, socials i culturals de Mèxic. Dins del museu s'exhibeixen objectes de l'època de la Independència i Revolució Mexicana, tals com a documents, mapes, fotografies i objectes quotidians. Està ubicat en el pis 36 de la Torre Llatinoamericana. El museu compta amb peces relacionades amb la Gguerra d'Independència i capítols dedicats a Miguel Hidalgo y Costilla, Ignacio Allende i José María Morelos. En el Museu del Bicentenario (Torre Llatinoamericana) compta amb objectes al·lusius a la Decenni Tràgic, tals com a fotografies, botons, medalles, accessoris d'ús quotidià, entre d'altres.